# Dudu Cearense
Dudu Cearense, brazilski nogometaš, * 15. april 1983, Fortaleza, Brazilija.
Za brazilsko reprezentanco je odigral 12 uradnih tekem.